# Баньян, Вашти
Вашти Баньян (англ. Vashti Bunyan; 1945, Лондон, Великобритания) — британская певица и автор песен. В 1970 году записала свой первый альбом «Just Another Diamond Day». Альбом вышел очень небольшим тиражом, и расстроенная Вашти оставила музыкальную карьеру. В 2000 году альбом был переиздан и приобрёл большую популярность, после чего Вашти вернулась на сцену после 30-летнего перерыва.

## Биография
Вашти Баньян родилась в 1945 году в Лондоне в семье Джона и Хелен Баньян. Игре на гитаре Вашти училась в школе искусств при Оксфордском университете, откуда в 1964 году была отчислена за неуспеваемость. В 18 лет Вашти отправилась в Нью-Йорк, где открыла для себя музыку Боба Дилана, и решила стать музыкантом.
Вернувшись в Лондон, Вашти была замечена менеджером группы The Rolling Stones, Эндрю Олдемом, и в июне 1965 года, под его руководством, Вашти записала свой первый сингл «Some Things Just Stick in Your Mind». Однако ни эта, ни записанные в дальнейшем песни не приобрели большой популярности.
После этого Вашти уехала из Лондона и отправилась в путешествие на север Англии. В дороге она начала писать песни, за полтора года своего путешествия ею был создан целый цикл песен. Эти песни услышал музыкальный продюсер Джо Бойд, который предложил певице записать альбом. Так, в начале 1970 года вышел альбом «Just Another Diamond Day». Бойд сопроводил этот альбом своим комментарием, который заканчивался такими словами: «Я не знал никого другого, чья музыка с такой полнотой отражала бы его жизнь и душу».
Однако первый альбом певицы не нашёл широкой аудитории, после чего разочарованная Вашти покинула шоу-бизнес. Только через 30 лет, в 2000 году, альбом «Just Another Diamond Day» был переиздан на CD (с бонус-треками) и разошёлся большими тиражами. В 2002 году музыкант Глен Джонсон пригласил Вашти исполнить вокальную партию в его песне «Crown of the Lost». В итоге Баньян вернулась на сцену, стала гастролировать и даже записала новый альбом «Lookaftering» (2005).

## Оценки критиков
Некоторые журналисты относят музыку Вашти к жанрам фолк-рока, псих-фолка и неофолка.
Также Баньян была названа «крёстной матерью фрик-фолка».

## Дискография

### Студийные альбомы
- Just Another Diamond Day (1970)
- Lookaftering (2005)
- Heartleap  (2014)

### Синглы
- Some Things Just Stick in Your Mind / I Want To Be Alone (1965)
- Train Song / Love Song (1966)